# Abel Korzeniowski

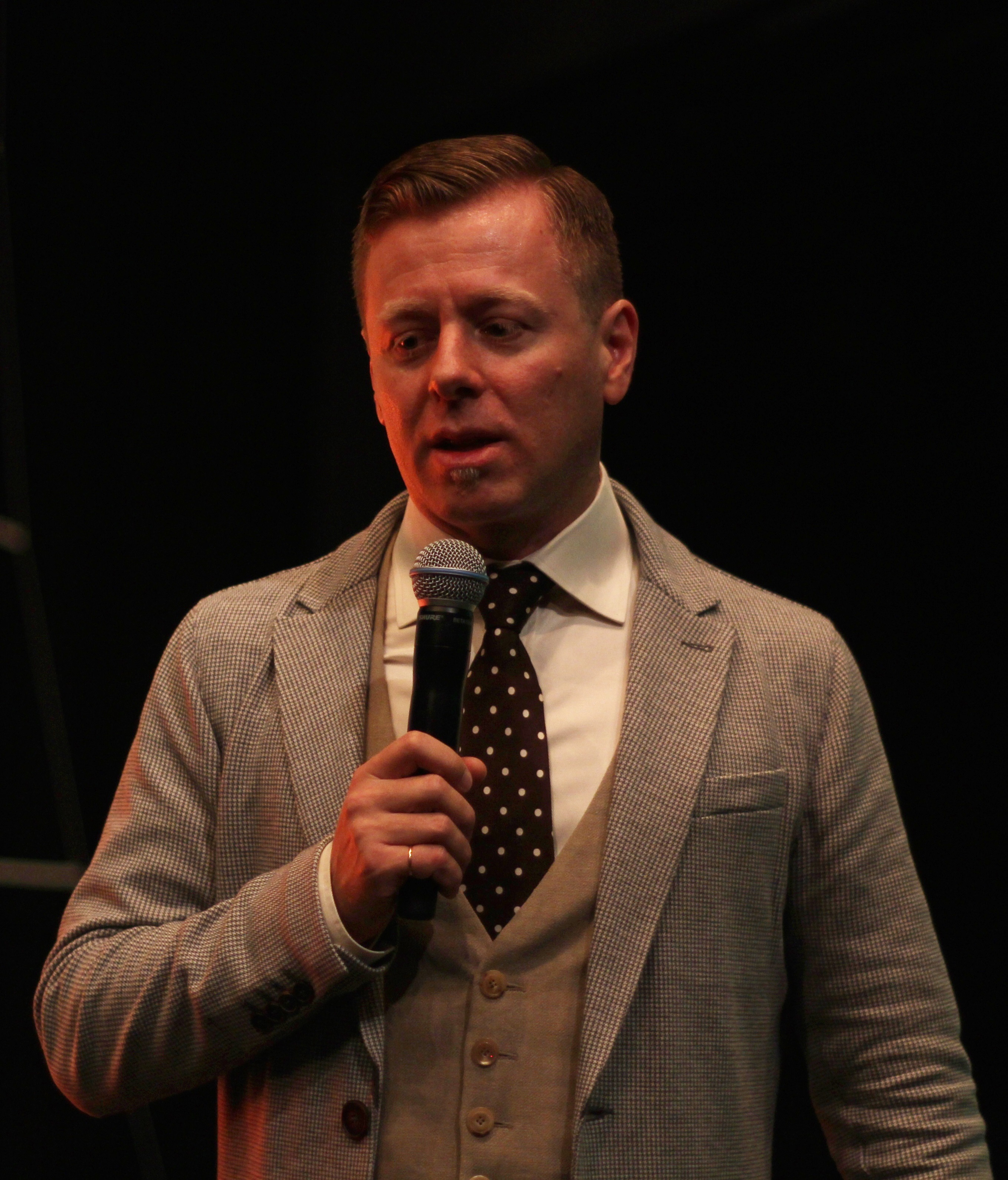
Abel Korzeniowski in 2013

Abel Korzeniowski (Krakau, Polen, 18 juli 1972) is een internationaal succesvol Pools componist van filmmuziek. Hij schreef muziek voor onder andere Jerzy Stuhr, Tom Ford en Madonna.
Hij studeerde aan de Muziekacademie Krakau.

## Filmografie
- The Watchers (2024)
- Emily (2022)
- The Nun (2018)
- Nocturnal Animals (2016)
- A Grain of Truth (2015)
- Penny Dreadful (2014–2016, televisieserie)
- Romeo & Juliet (2013)
- Secret Project Revolution (2013, korte film)
- Escape from Tomorrow (2013)
- W.E. (2011)
- Copernicus' Star (2009)
- A Single Man (2009)
- Tickling Leo (2009)
- Confessions of a Go-Go Girl (2008, televisiefilm)
- What We Take from Each Other (2008, korte film)
- Battle for Terra (2007)
- Pu-239 (2007)
- Metropolis (versie 2004)
- Tomorrow's Weather (2003)
- An Angel in Cracow (2002)
- The Big Animal (2000)

## Prijzen en nominaties
- "Golden Globe"-prijzen:
  - 2010: A Single Man (nominatie)
  - 2012: W.E. (nominatie)

- "World Soundtrack"-prijzen:
  - 2010: Ontdekking van het Jaar voor A Single Man (gewonnen)
  - 2010: Publieksprijs voor beste Soundtrack van het Jaar voor A Single Man (gewonnen)
  - 2012: Publieksprijs voor beste Soundtrack van het Jaar voor W.E. (gewonnen)